# Thyrsophorinae
Sous-famille
Les Thyrsophorinae sont une sous-famille d'insectes de l'ordre des Psocoptera et de la famille des Psocidae.
Pour Taxonomicon, le taxon a le rang de famille sous le nom Thyrsophoridae.

## Liste des genres
Selon  Species File (21 mars 2020) :
- genre Dictyopsocus Enderlein, 1901
- genre Gigantopsocus Enderlein, 1925
- genre Poecilopsocus Roesler, 1940
- genre Thyrsophorus Burmeister, 1839
- genre Thyrsopsocopsis Mockford, 2004
- genre Thyrsopsocus Enderlein, 1900